# Amegilla canifronoides
Amegilla canifronoides är en biart som beskrevs av Brooks 1988. Amegilla canifronoides ingår i släktet Amegilla och familjen långtungebin. Inga underarter finns listade i Catalogue of Life.